# Elaea (Bitinia)
Elaea sau Elaia (în greacă veche Ελαία, romanizat Elaia) a fost un oraș grec antic din Bitinia, Asia Mică, situat pe actualul teritoriu al Republicii Turcia, pe malul Golfului Astacului din Marea Marmara. Așezarea se află pe teritoriul actualei urbi Körfez, Provincia Kocaeli, Regiunea Marmara.